# Microsynodontis nasutus
Microsynodontis nasutus är en fiskart som beskrevs av Ng 2004. Microsynodontis nasutus ingår i släktet Microsynodontis och familjen Mochokidae. IUCN kategoriserar arten globalt som otillräckligt studerad. Inga underarter finns listade i Catalogue of Life.